# Коба-Кая
Коба-Кая (крим. Qoba Qaya), Орел, Печерна скеля, Хобанин-каяси, Чікен-Кая — висока скеляста гора, що обрамляє зі сходу Синю бухту (Новий Світ, Крим). Виглядає як неправильний гостроверхий конус. Обривається до моря високою стіною, утворюючи своєю південно-східною частиною мис Чікенин.
Розташована на території ботанічного заказника Новий Світ. По схилах — можжевелово-соснові рідколісся.
У горі є два гроти. Один з них, названий росіянами на честь Голіцина, дав назву горі — «qoba» означає «печера», Qoba Qaya — «Печерна скеля». Висота «стелі» цієї величезної природної порожнини досягає 25-30 метрів, а ширина — до 17 м. У глибині грота джерело з прісною водою, має форму колодязя. У морі, під склепіннями грота, видно величезну брилу, що колись впала зі «стелі» — камінь «Черепаха». Під ним — наскрізний підводний тунель.